# 인식론
인식론(認識論, 영어: Epistemology)은 지식에 대한 제반 사항을 다루는 철학의 한 분야로서 지식의 본질, 신념의 합리성과 정당성 등을 연구한다. 고대 그리스어의 episteme(지식 또는 인식)와 logos(이론)을 합친 데에서 비롯하였다.
인식론이 다루는 중요 주제는 다음의 네 가지로 요약될 수 있다.
1. 지식에 대한 철학적 분석과 진리, 신념, 정당화 등의 개념과 연관되는 방식에 대한 연구.[2][3]
2. 회의주의에 대한 제반 문제
3. 지식과 정당화의 기반과 범주
4. 지식과 정당화의 규범

인식론 연구에 대한 위의 구분은 스코틀랜드 철학자 제임스 프레더릭 페리에가 1854년 《형이상학의 원리:앎과 존재의 이론》에서 처음으로 제시한 것이다.

## 배경과 역사

### 배경
인식론에 해당하는 영어 단어 epistemology는 지식을 뜻하는 고대 그리스어 ἐπιστήμη(에피스테메)와 '낱말' 또는 '말하기'를 뜻하는 λόγος(로고스)를 합하여 만든 말이다. 스코틀랜드의 철학자 제임스 프레더릭 페리에는 존재론을 뜻하는 ontology의 조어 방식을 참조하여 epistemology를 만들고 그 성격을 규정하였다. 독일에서는 요한 고틀리프 피히테와 베르나르트 볼차노가 동일한 의미로 Wissenschaftslehre를 사용하였고, 이는 뒤에 에드문트 후설이 다시 채용하였다. 프랑스에서는 1908년 에밀 메이에송이 《정체성과 실제》에서 보다 좁은 의미로 "지식에 대한 이론"을 뜻하는 용어로 épistémologie를 사용하였다. 메이에송은 이를 과학 철학과 같은 의미로 보았다.

### 인식론 연구의 역사
서구 사회에서 인식적인 연구의 시초는 고대 그리스 시기의 제반 철학이라 볼 수 있다. 플라톤은 자신의 수많은 대화편에서 외부 대상에 대한 인식이 어떻게 진리성을 갖는지의 문제를 다루었으며, 인식의 주체로서 영혼에 대해 탐구하였다. 아리스토텔레스 역시 그에 못지 않게 이 문제에 대해 심도있게 다루었다. 고르기아스, 프로타고라스 등과 같은 회의론자들은 인간 인식의 한계에 대해 논하였으며, 이러한 인식은 피론의 회의주의 학파까지 이어졌다. 고대 로마 스토아 학파는 로고스 중심의 존재론과 불가분의 관계에 잇는 기계론적 인식론을 기반으로 인간 인식 문제를 해석하려고 했으며, 이러한 노력은 고대 로마 철학의 주된 한 흐름을 낳았다. 중세 역시 유럽과 아랍 지역에서 인식론이 발달하였다. 로크는 근세 인식론의 화두를 제시하였으며, 근대 인식론은 로크와 이후 데카르트의 고민과 맞닿아 있다. 근대에서 인식의 기원에 관한 주장으로는 이성론과 경험론이 있다. 근세에 와서 이성론은 주로 유럽 대륙에서 그리고 경험론은 영국에서 발달했다. 영국에서는 중세기 이후 경험론의 전통이 있었으며 로크 이후에는 더욱더 치밀해졌다. 칸트는 이 양자를 종합하려고 선험적 관념론을 주장했다. 다음으로 인식의 본질에 관해서는 '인식의 대상'이 관념적이라는 관념론과 실재적이라는 실재론이 대립한다. 칸트의 비판주의는 인식이 경험적 실재론인 동시에 선험적 관념론이라 하여, 이 양자를 종합하려 했으나 충분히 종합되었다고는 할 수 없다. 그 후 철학이 복잡하게 발전함에 따라 인식론도 복잡하고 방대해졌다. 신칸트주의, 그리고 현상학에서는 인식론이 철학의 방법 그 자체가 되어 있다.

## 지식

### 지식의 세 가지 종류
2+2=4 라는 수학 지식을 인식하기 위해서는 수와 연산에 대한 지식이 선행되어야 한다. 철학에서는 선언적 지식과 절차적 지식(노하우) 그리고 숙지된 지식을 구분한다. 예를 든 덧셈의 계산에는 수와 연산에 대한 선언적 지식과 함께 이를 계산하는 절차에 대한 지식이 필요하며, 결과적으로 연산의 숙달에 의해 터득된 지식을 내면화하게 된다.
버트런드 러셀은 《표현에 대하여》(On denoting)와 《철학의 문제들》(Problems of Philosophy)에서 기술된 지식과 숙지된 지식을 구분하였다. 또한, 길버트 라일은 《마음의 개념》(The Concept of Mind)에서 선언적 지식(Know that)과 절차적 지식(Know how)를 구분하였다. 마이클 폴라니는 선언적 지식과 절차적 지식을 자전거를 타면서 균형을 잡는 것에 비유하여 설명하였다. 즉, 자전거 동역학에 대한 이론적 지식을 알고 있다고 해도 훈련을 거쳐 균형을 잡는 법을 터득하지 못한다면 안정적으로 자전거를 탈 수는 없다.

### 신념
신념은 개개인이 진실이라고 믿는 것이다. 신념의 형성에는 종교적 신앙, 타인의 견해에 대한 신뢰, 권위에 대한 인정 등이 작용한다. 철학의 전통적 관점에서 보면 인식론 역시 "우리가 무엇을 믿는가?"하는 문제와 관련되어 있다. 이 때문에 어떤 것이 진리로 받아들여지는 가에는 인식의 관점이 작용한다.
인식론에서 신념의 문제에 대한 유명한 사례로는 코페르니쿠스 전환이 있다. 임마누엘 칸트는 자신의 《순수이성비판》과 《실천이성비판》에 대하여 인식에 대한 코페르니쿠스 전환이라고 자칭한 바 있다. 토머스 쿤은 우주에 대한 지식이 프톨레마이오스의 천동설에서 코페르니쿠스의 지동설로 변화한 것은 무엇보다도 인식의 관점인 패러다임의 변화와 관련되어 있다고 설명한다.

### 진리
철학은 순수하게 논리적인 사고를 추구하는 것이 아니라 하나의 인식 양식이다. 체계적인 인식을 구성하기 위해서는 논리가 필요하지만, 철학적 진리는 논리에 선행한다. 고대 그리스 시대 이후 서양 철학에서 진리는 일원적인 것이었다. 진리를 뜻하는 그리스어 알레테이아(Αλήθεια)는 잊혀진 것을 되찾는다는 의미를 갖고 있었다. 플라톤은 이데아론에서 잊혀진 이데아를 상기하는 것이 철학의 주요 임무라고 보았고 이는 이후 중세를 거쳐 서양의 철학과 신학에 중요한 영향을 미쳤다.
근세 이후 합리론과 경험론, 비판론 등의 철학 관점이 등장하면서 진리에 대한 인식은 다양해 지기 시작하였다. 데카르트는 합리론을 내세워 모든 지식에 대한 시험을 거쳐 남는 절대적 진리에 다다를 수 있다고 보았고, 존 로크 등의 경험론자들은 선험적으로 존재하는 절대 진리의 개념을 유보하고 경험의 축적만이 인간이 진리를 획득할 수 있는 유일한 방편이라고 보았다. 칸트는 합리론과 경험론 모두를 비판적으로 수용하여 진리는 이성과 경험의 양측에서 구축된다는 이론을 세웠다.
한편, 니체는 진리에 대한 신념이나 인식이 절대적 가치를 가질 수 없다고 보고 "사실이야말로 존재하지 않는 바로 그것이며 존재하는 것은 해석뿐"이라고 주장하였다. 니체의 이러한 주장은 진리에 대한 상대주의적 입장이라고 할 수 있다. 20세기에 들어 존 듀이는 지식의 유용성을 강조하였다. 그는 진리와 유용성을 구분하면서도 참이라고 인정되는 것에 대한 행위만을 유의미한 것으로 보았다.
과학 철학을 기반으로 하는 과학적 방법은 기본적으로 진리에 대해 경험론적 입장을 취한다. 과학적 방법을 통하여 얻은 진리는 경험적이며 귀납적인 것으로, 여기에는 반증 가능성이 언제나 존재한다. 즉, 과학의 발전에 따라 과학 지식은 그 의미와 내용이 변할 수 있다.

### 정당화
인식론에서 지식은 참이라고 정당화되는 믿음이라고 할 수 있다. 정당화는 지식의 종류에 따라 수학적 증명, 과학적 방법에 따른 시험, 언어 논리적 논증과 같은 다양한 방법이 있을 수 있다. 각각의 분야에서는 지식의 정당화를 이끌어내는 여러 방법이 존재한다. 지식이 진리를 근거로 해야 한다는 철학적 전통에 의해 지식은 정당화의 방식에 따라 객관적 사실을 전달하는 대응적 진리, 전체적이고 체계적인 지식을 전달하는 정합적 진리, 검증 가능성과 유용성을 척도로 삼는 실용적 진리 등으로 구분된다.

### 게티어 문제

지식은 진실과 믿음의 교집합의 일부분인가?

에드문트 게티어는 1963년 《정당화된 참된 믿음은 지식인가?》라는 짧은 논문을 발표하였다. 이 논문에서 게티어는 어떠한 참된 명제가 지식이 되기 위해서는 정당화된 믿음이 필요조건이지만 충분조건은 아니라는 것을 보였다. 다이어그램에서 참인 명제와 신뢰되는 명제의 교집합인 보라색 영역은 개인에게는 참된 믿음이라 할 지라도 여전히 노란색 영역으로 표시된 지식 이외의 다른 명제들을 포함하고 있다.
게티어는 두 가지 사고 실험의 예를 들어 이를 설명하고 있다. 그 중 하나를 설명하면 다음과 같다. 취직하길 원하는 두 사람, 스미스와 존스가 동전 열 개씩을 가지고 있다. 스미스는 존스가 가지고 있는 동전을 세어 보아 열 개라는 것을 안다. 스미스는 동전을 열 개 가지고 있는 사람이 취직할 것이라 믿고는 존스가 취직할 것이라고 생각한다. 그러나 실제로 취직하는 사람은 스미스이고 나중에 자신이 가지고 있는 동전의 개수를 세어 보아 열 개라는 것을 확인한다. 이 상황에서 스미스는 동전 열 개를 가진 사람이 취직한다는 정당화 되지 않은 믿음 때문에 올바른 지식을 얻을 수 없게 되었다. 동전의 개수에 대한 지식이 사실이고 둘 중 한 명이 취직한다는 것 역시 사실일지라도 이 둘 사이를 연결하는 믿음의 정당화 방식에 문제가 있었기 때문이다. 따라서, '동전 10개를 가지고 있는 사람이 취직된다.'는 A에게 '정당화 된 참인 믿음'일지라도, 지식이 될 수 없다. 게티어 문제는 개개인이 가지고 있는 정당화된 믿음이라고 할 지라도 그 근거의 검증 없이는 참된 지식이 될 수 없다는 것을 보여준다.
게티어의 문제 제기 이후 로버트 노직, 사이먼 블랙번과 같은 철학자들은 지식의 조건을 추가하거나 수정하여 게티어 문제를 해결하고자 하였다. 로버트 노직은 다음과 같이 지식을 정의하였다.
S가 P에 대해 오로지 다음과 같이 안다면,
- P가 있다;
- S는 P라고 믿는다;
- P가 거짓이면, S는 P를 믿지 않았을 것이다;
- P 가 참이면, S는 P를 믿게 될 것이다.[21]

노직은 세번째 조건에 의해서 게티어 문제를 해결할 수 있다고 보았다. 그러나 오스트레일리아의 철학자 데이비드 멀릿 암스트롱은 다음과 같은 예를 들어 노직의 주장을 반박했다. 만일 재판에 기소되어 판결을 기다리는 딸을 가진 아버지가 있다고 하자. 그는 평생 보아온 자신의 어여쁜 딸이 결코 그런 죄를 지을리 없다고 생각한다. 재판 결과 딸은 유죄가 확정되어 처벌을 받게 되었지만, 아버지는 재판의 결과에도 불구하고 여전히 딸이 무죄라고 생각한다. 이 사례에서 믿음은 어떤 것이 거짓이라고 판명되는 상황에서도 유지될 수 있음을 보여주고 따라서 노직의 세번째 조건은 효력을 잃는다.

### 내재주의와 외재주의
신념의 정당화에는 일반적으로 내재주의와 외재주의의 두 견해가 존재한다.
내재주의는 신념의 정당화가 어떤 방식으로든 개인의 내면에서 작용한다는 견해이다. 내재주의에도 두 가지 서로 다른 견해가 있는데, 하나는 수용론적 내재주의이고 다른 하나는 존재론적 내재주의이다. 수용론적 내재주의에서는 신념이란 P라는 명제에 대해 개인이 신뢰하게 됨으로써 P에 대한 신념이 생기게 된다. 수용론의 관점에서 보면 개인이 갖는 P에 대한 신념은 P를 믿을 만한 이유나 근거를 수용함으로써 생기는 것이다. 한편, 존재론적 내재주의에서는 개인의 정신 상태에 의해 신념의 정당화가 수립된다고 본다. 이 두 관점은 비록 구분될 수는 있지만, 일반적으로는 함께 적용될 수 있는 것으로 여겨진다.
내재주의에 대한 유명한 논쟁 가운데 하나로 "새로운 악마 문제"가 있다. 특히 신뢰주의과 같은 입장에서는 새로운 악마 문제를 내재주의적 인식론의 간접적인 증거로 제시한다. 만일 데카르트가 말하는 사악한 악마와 같은 존재가 있어서, 모두가 신뢰하고 동일하게 경험하는 어떤 주제가 실은 사악한 악마의 체계적 조작이라고 한다면 그 주제에 대한 모든 신념 역시 거짓이 될 것이다. 이 경우 우리는 이성적인 방법을 통하여 참과 거짓을 구분할 수 없게 된다. 그것이 객관적 실체인지 아니면 악마의 농간인지를 구분할 수 없기 때문이다. 신뢰주의에 따르면 각 개인의 신념에 대한 정당화가 모두 동일한 방식의 합리적 과정을 거친 것이라고 할 지라도 이 모든 것이 여전히 이러한 악마의 속임수일 가능성이 존재한다. 따라서 데카르트의 결론처럼 인식은 내면적 사고의 과정일 수 밖에 없다는 것이 신뢰주의의 주장이다.
인식론에서 근세 이후 계속되어 온 내재주의에 반대하는 외재주의는 20세기 후반에 이르러서야 출현하였다. 외재주의에서는 "사실"이 신념을 가진 사람과 독립적인 외부에 존재한다고 본다. 따라서 신념의 정당화에서 사실에 대한 개인의 내적인 수용, 또는 이성에 대한 선험적인 정신 상태는 필요가 없다고 주장한다. 암스트롱은 지식에 대한 온도계 모델을 제시하면서 한 믿음이 지식인가 아닌가는 그 믿음을 구성하는 인지 체계가 정상적 상황에서 정상적으로 작동한 결과인지 아닌지에 달려있다고 주장하였다. 즉, 정상적으로 작동하는 온도계가 정상적인 상황에서 일정한 온도를 가리키면 이는 외부 온도에 대한 신뢰할 수 있는 지표이듯이, 우리의 지각 체계가 정상적으로 작동하여 외부 상황에 대한 정보를 신빙성 있게 표상하면 그것이 지식이 된다고 본 것이다. 이러한 주장은 기존의 인식론이 자연과학과 단절되어 지나치게 사변적으로 흐르고 있다는 생각에서 비롯되었다.

### 가치 문제
일반적으로 지식은 단순한 참인 믿음보다 더 가치있다고 여겨진다. 만일 그렇다면 해석은 무엇인가? 인식론의 가치 문제가 처음 다루어 진 것은 플라톤의 《메논》이다. 여기서 소크라테스는 메논이 라리사로 가는 길을 아는 사람이고 다른 사람들을 정확히 그곳으로 이끌 수 있다고 하면서, 동시에 한 번도 라리사에 가본 적도 없고 라리사에 대해 아무것도 아는 바가 없어도 그러한 참인 믿음을 지녔다고 지적한다. 소크라테스는 지식과 참된 견해 모두 행동을 이끌어낼 수 있는 것으로 보인다고 말하였다. 이에 대해 메논은 왜 지식이 참인 믿음보다 더 가치가 있는지를 물었고, 소크라테스는 지식이 단순한 참인 믿음보다 가치가 있는 것은 그것이 더 확고하고 정당화된 것, 즉 참인 믿음을 위해 이유를 밝히고 확정하였기 때문이라고 답한다.
문제는 어떤 것이라도 지식을 단순한 참인 믿음보다 가치있게 만드는 게 있는 지, 즉 지식이 정당화, 안정성, 감수성, 통계적 가능성, 그리고 게티어 조건에 반하는 가와 같이 그것을 이루는 부분들의 합보다 더 큰 가치를 가지도록 하는 게 무엇인가 하는 것이다. 이러한 문제는 특히 지식을 구성하는 부분들로 나누어 분석하는 지식-최초 인식 이론에서 기초로 상정되는 지식에 대한 특기할만한 반례로서 다루어진다. 1980년대 이후 도덕인식론이 부상한 이후, 가치 문제는 21세기에 들어와 윤리학의 가치 개념과 연결되었다.
가치 문제는 린다 재그저브스키, 웨인 리그스, 리처드 스윈번과 같은 철학자들이 신뢰주의에 대항하기 위해 제기하였다. 재그저브스키는 지식의 가치에 대해 에스프레소 머신의 예를 들어 설명하였다. 즉," 신뢰할 만한 에스프레소 머신을 썼다는 사실이 컵에 담긴 커피의 질을 향상시키지는 않으며, 만일 에스프레소가 맛있다면 기계가 신뢰할 만한 것인지 아닌지는 상관없다"는 것이다. 재그저브스키에 따르면 지식의 가치는 단순한 참인 믿음의 가치를 수축시킨다. 그녀는 신빙성 자체는 가치를 따질 수 없는 것이라고 가정하였다. 하지만 골드만과 올슨은 이러한 견해에 동의하지 않는다. 그들은 재그저브스키의 결론이 진리론의 가정에 놓인다고 지적하였다. 모든 문제는 참인 믿음의 획득 문제가 된다는 것이다. 이들은 재그저브스키에 반대하여 참인 믿음의 획득이 장래에 믿게 될 것이 참으로 정당화 됨에 따라 단순한 참인 믿음에 가치를 더한다고 주장한다. 이를테면 신뢰성있는 에스프레소 머신은 그렇지 않은 것보다 장래에 더 좋은 에스프레소를 만들 수 있다는 것이다.
가치 문제는 지식이 참인 믿음을 비롯한 기타 구성 요소들로 구성된다는 지식 이론의 타당성을 평가하는데 중요하게 작용한다. 조나단 크반비그에 따르면 지식의 타당성 평가는 반례를 극복하여야 하고 단순한 참인 믿음을 넘는 지식 가치를 설명할 수 있어야 한다. 지식이론이 이러한 일에 실패한다면, 그 이론은 적절치 않았다는 것이 증명될 것이다.
문제에 대한 좀 더 영향력 있는 답변 가운데 하나는 지식이 특별히 가치를 지니는 것은 아니며 인식론의 주된 분야여야 하는 것도 아니라는 것이다. 이 주장은 대신에 인식론이 이해와 같은 다른 정신 작용에 중점을 두어야 한다고 생각한다. 도덕인식론을 옹호하는 학자들은 지식 습득과 신뢰의 정신 상태 사이에서 발생하는 지식의 가치에 대해 논한다.

## 지식 획득에 대한 견해

### 칸트

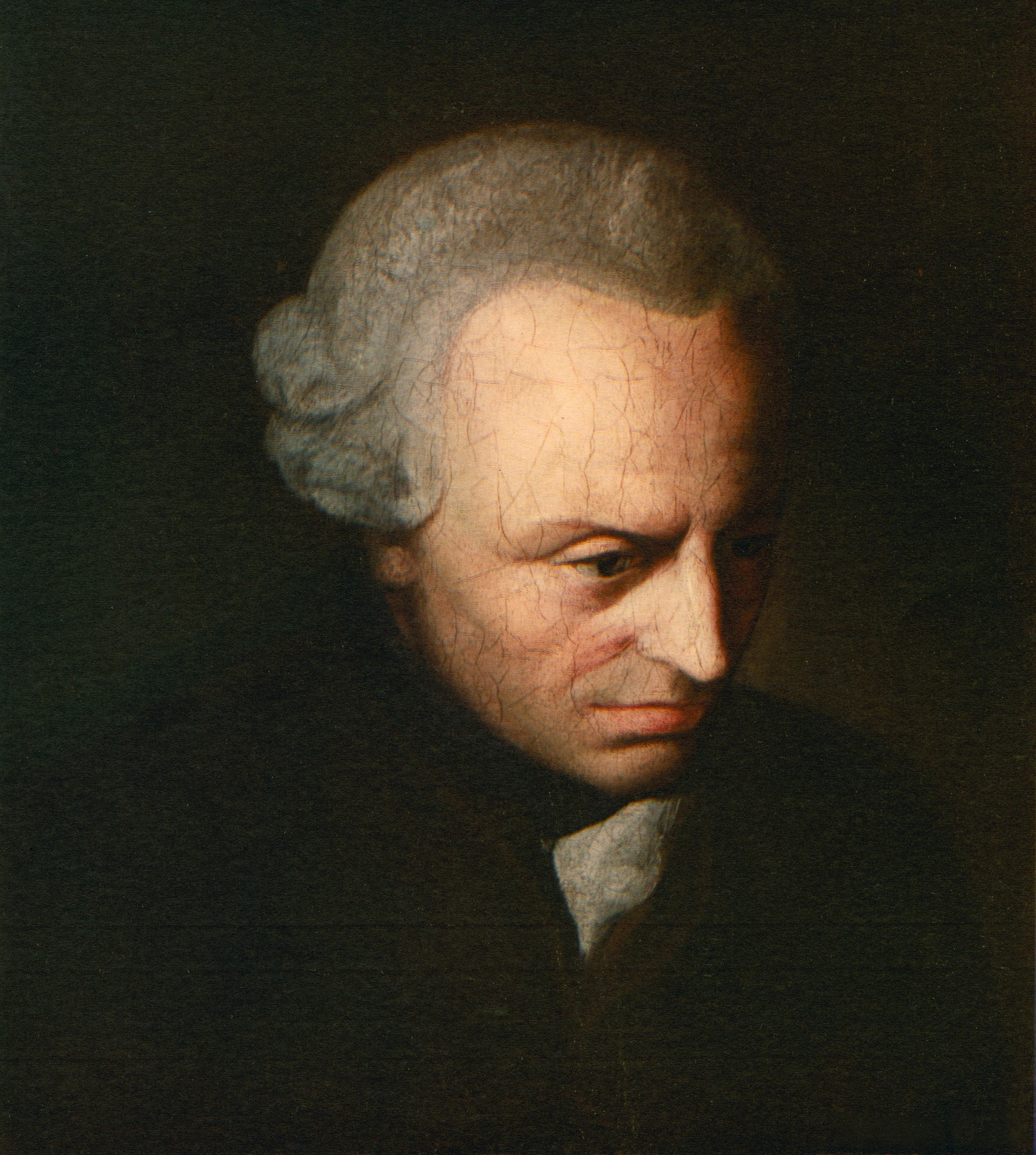
칸트의 초상

임마누엘 칸트는 인식에 대하여 아 프리오리(라틴어: a priori, 선험)과 아 포스테리오리(라틴어: a posteriori, 후험)로 구분하였다. 칸트는 영국의 경험론과 달리 경험을 맨 처음 생길 때부터 여러 가지 일들이 복잡하게 얽혀 놓여 있는 것으로 파악하였고, 따라서 곧바로 정신 속으로 들어와 구성되는 개별 요소가 아니라 복합적인 세계 자체로서 파악하였다. 칸트에 따르면 경험은 소재적 요소와 형식적 요소가 결합할 때에야 비로소 정신속에서 종합된다. 이러한 칸트의 견해에 따르면 지식은 선험적인 아 프리오리와 후험적인 아 포스테리오리로 나뉘며, 경험에 대해 독립적으로 존재하는 선험적 지식은 개인에게 있어서는 경험에 따라 순차적으로 획득되는 것이라 할지라도 지식의 존재 자체는 경험과 무관한 것이다. 칸트는 시간과 공간, 범주와 같은 형식적 개념을 선험적 지식의 예로 들었다. 즉, 개인은 시간과 공간을 경험과 함께 인식할 수 밖에 없으나 그 자체는 개인의 경험과 무관하게 존재한다는 것이다. 칸트는 후험적 지식, 즉 아 포스테리오리란 선험적으로 놓여 있는 사상(事相) 그 자체를 오성과 감성을 통해 경험함으로써 획득되는 것으로 보았다. 이러한 칸트의 주장은 결국 우리는 경험 그 자체를 그대로 인식할 수는 없다는 의미가 된다.

### 비트겐슈타인
비트겐슈타인은 기존의 철학 문제들이 언어의 의미를 불명료하게 사용하여 생겨난 오해라고 보았으며, 언어의 명료한 사용을 통하여 이러한 문제를 해소할 수 있다고 보았다. 그의 초기 사상을 대표하는 《논리 철학 논고》에서 비트겐슈타인은 언어는 세계를, 명제는 사실을, 이름은 대상을 지칭하는 실제적인 대응 관계에 있다고 천명하면서 "객관적 실재"의 견고함을 강조하였다. 말년에 이르러 비트겐슈타인은 언어가 반드시 어떠한 대상에 대응되어야 한다는 그의 생각을 수정하여, 언어가 사용되는 구체적 삶의 상황을 더 중요하게 여겼다. 비트겐슈타인은 이러한 생각의 전환을 바탕으로 《철학적 탐구》를 집필하였으나 출판하지는 않았다. 《철학적 탐구》는 비트겐슈타인의 사후에 남겨진 초고를 합하여 출판되었다.

### 과학적 방법
자연과학의 지식 획득은 경험론을 바탕으로 하는 과학철학의 입장에서 과학적 방법을 사용한다. 과학적 방법 역시 진리를 발견하는 것을 목적으로 하지만, 철학이 추구하는 일반적인 진리와 달리 과학적 방법에 의한 진리는 경험적이며 귀납적인 것으로, 여기에는 반증 가능성이 언제나 존재한다. 즉, 과학의 발전에 따라 과학 지식은 그 의미와 내용이 변할 수 있다. 따라서 과학적 방법에 의해 인식되는 지식은 자가 수정이 가능한 경험적 지식 체계이다.

## 회의주의
회의주의는 인류 지식의 모두 또는 일부에 대한 타당성에 의문을 제기한다. 회의주의는 특정한 철학적 학파라기 보다는 인식론에 대한 철학적 논의과정에서 유도된 입장이다. 가장 오래된 회의론자로 소크라테스를 꼽을 수 있다. 소크라테스는 자신이 알고 있는 유일한 사실은 확실히 아는 것이 없다는 것 뿐이라는 유명한 말을 남겼다. 데카르트는 모든 것을 의심하는 방법적 회의론을 거쳐 코기토 에르고 숨 즉 "나는 생각한다, 고로 존재한다."를 의심할 수 없는 명제로 선언하였다.
기초주의와 여타 학파에서는 회의주의에 대항하여 이른바 "퇴행 문제"를 제기한다. 윌리엄 제임스의 실용주의는 정합론으로 회의주의에 대항할 수 있다고 본다. 제임스는 진리에 대한 전통적인 철학의 관점을 옹호하면서 진리란 합리적 준거에 의해 규범화 된 상황에서 잘 구성된 개념이라고 정의하였다. 토머스 쿤이나 칼 포퍼와 같은 논리실증주의 철학자들은 회의주의를 무엇이 진정한 과학적 지식인가를 판단하는 도구로 바라본다. 가령 포퍼는 반증 가능성이 있는 지식만이 과학적 지식에 부합한다고 보았다.

## 같이 보기
- 방법론
- 과학적 방법
- 인식학자 목록

## 참고 문헌
- Annis, David (1978). “A Contextualist Theory of Epistemic Justification”. 《American Philosophical Quarterly》 15: 213–219.
- Ayer, Alfred Jules. 1936. Language, Truth, and Logic.
- BonJour, Laurence. 2002. Epistemology: Classic Problems and Contemporary Responses. Lanham, MD: Rowman & Littlefield.
- Boufoy-Bastick, Z. (2005). “Introducing 'Applicable Knowledge' as a Challenge to the Attainment of Absolute Knowledge”. 《Sophia Journal of Philosophy》 8: 39–51.
- Bovens, Luc & Hartmann, Stephan. 2003. Bayesian Epistemology. Oxford: Oxford University Press.
- Butchvarov, Panayot. 1970. The Concept of Knowledge. Evanston, Northwestern University Press.
- Cohen, Stewart (1998). “Contextualist Solutions to Epistemological Problems: Skepticism, Gettier, and the Lottery”. 《Australasian Journal of Philosophy》 76 (2): 289–306. doi:10.1080/00048409812348411.
- Cohen, Stewart. 1999. "Contextualism, Skepticism, and Reasons", in Tomberlin 1999.
- Dancy, Jonathan. 1991. An Introduction to Contemporary Epistemology (Second Edition). John Wiley & Sons. ISBN 0-631-13622-3
- DeRose, Keith (1992). “Contextualism and Knowledge Attributions”. 《Philosophy and Phenomenological Research》 15: 213–19.
- DeRose, Keith. 1999. "Contextualism: An Explanation and Defense", in Greco and Sosa 1999.
- Descartes, Rene. 1641. Meditations on First Philosophy
- Feldman, Richard. 1999. "Contextualism and Skepticism", in Tomberlin 1999, pp. 91–114.
- Gettier, Edmund. 1963. "Is Justified True Belief Knowledge?", Analysis, Vol. 23, pp. 121–23. Online text.
- Greco, J. & Sosa, E. 1999. Blackwell Guide to Epistemology, Blackwell Publishing.
- Harris, Errol E. 1970. Hypothesis And Perception, George Allen and Unwin, London, Reprinted 2002 Routledge, London.
- Harwood, Sterling (1989). “Taking Skepticism Seriously – And In Context”. 《Philosophical Investigations》 12 (3): 223–233. doi:10.1111/j.1467-9205.1989.tb00275.x.
- Hay, Clare. 2008. The Theory of Knowledge: A Coursebook, The Lutterworth Press, Cambridge. ISBN 978-0-7188-3088-5
- Hawthorne, John. 2005. "The Case for Closure", Contemporary Debates in Epistemology, Peter Sosa and Matthias Steup (ed.): 26–43.
- Hendricks, Vincent F. 2006. Mainstream and Formal Epistemology, New York: Cambridge University Press.
- Kant, Immanuel. 1781. Critique of Pure Reason.
- Keeton, Morris T. 1962. "Empiricism", in Dictionary of Philosophy, Dagobert D. Runes (ed.), Littlefield, Adams, and Company, Totowa, NJ, pp. 89–90.
- Kierkegaard, Søren. 1844. Philosophical Fragments.
- Kirkham, Richard. 1984. "Does the Gettier Problem Rest on a Mistake?" Mind, 93.
- Klein, Peter. 1981. Certainty: a Refutation of Skepticism, Minneapolis, MN: University of Minnesota Press.
- Kyburg, H.E. 1961. Probability and the Logic of Rational Belief, Middletown, CT: Wesleyan University Press.
- Korzybski, Alfred. 1994 (1933). Science and Sanity: An Introduction to Non-Aristotelian Systems and General Semantics, Fifth Edition. Ft. Worth, TX: Institute of General Semantics.
- Lewis, David (1996). “Elusive Knowledge”. 《Australian Journal of Philosophy》 74 (4): 549–67. doi:10.1080/00048409612347521.
- Morin, Edgar]]1986. La Méthode, Tome 3, La Connaissance de la connaissance (Method, 3rd volume : The knowledge of knowledge)
- Morton, Adam]]2002. A Guide Through the Theory of Knowledge (Third Edition) Oxford: Blackwell Publishing. ISBN 1-4051-0012-5
- Nelson, Quee. 2007. The Slightest Philosophy, Indianapolis, IN: Dog Ear Publishing, 296 pages.
- Niiniluoto, Ilkka. 2002. Critical Scientific Realism, Oxford: Oxford Univ. Press.
- 플라톤. 《메논》.
- Popper, Karl R. 1972. Objective Knowledge: An Evolutionary Approach, Oxford: Oxford Univ. Press.
- Preyer, G./Siebelt, F./Ulfig, A. 1994. Language, Mind and Epistemology, Dordrecht: Kluwer Academic Publishers.
- Rand, Ayn. 1979. Introduction to Objectivist Epistemology, New York: Meridian.
- Russell, Bertrand. 1912. The Problems of Philosophy, New York: Oxford University Press.
- Russell, Bertrand. 1940. An Inquiry into Meaning and Truth, Nottingham: Spokesman Books.
- Santayana, George]]1923. Scepticism and Animal Faith, New York: Charles Scribner's Sons – London: Constable and Co.
- Spir, African]]1877. Denken und Wirklichkeit: Versuch einer Erneuerung der kritischen Philosophie (Thought and Reality: Attempt at a Renewal of Critical Philosophy), (Second Edition) Leipzig: J. G. Findel.
- Schiffer, Stephen (1996). “Contextualist Solutions to Skepticism”. 《Proceedings of the Aristotelian Society》 96: 317–33.
- Steup, Matthias. 2005. "Knowledge and Skepticism", Contemporary Debates in Epistemology, Peter Sosa and Matthias Steup (eds.): 1–13.
- Tomberlin, James (ed.). 1999. Philosophical Perspectives 13, Epistemology, Blackwell Publishing.
- Turri, John (2016). 《Knowledge and the Norm of Assertion: An Essay in Philosophical Science. Cambridge: Open Book Publishers》.
- Wittgenstein, Ludwig. 1922. Tractatus Logico-Philosophicus, Frank P. Ramsey and C.K. Ogden (trns.), Dover. Online text.